# George Palamariu
George Alexandru Palamariu (Lupeni, 17 de marzo de 1991) es un deportista rumano que compitió en remo. Ganó dos medallas de plata en el Campeonato Europeo de Remo, en los años 2012 y 2013, ambas en la prueba de cuatro sin timonel.

## Palmarés internacional
| Campeonato Europeo | Campeonato Europeo | Campeonato Europeo | Campeonato Europeo |
| Año                | Lugar              | Medalla            | Prueba             |
| ------------------ | ------------------ | ------------------ | ------------------ |
| 2012               | Varese (Italia)    | Medalla de plata   | Cuatro sin timonel |
| 2013               | Sevilla (España)   | Medalla de plata   | Cuatro sin timonel |